# Pristimantis shrevei
Pristimantis shrevei é uma espécie de anfíbio  da família Craugastoridae.
É endémica de São Vicente e Granadinas.
Os seus habitats naturais são: florestas subtropicais ou tropicais húmidas de baixa altitude e pastagens.
Está ameaçada por perda de habitat.